# João Carlos de Oliveira
João Carlos De Oliveira (Brasil, 28 de mayo de 1954-29 de mayo de 1999), también conocido con el apodo de João do Pulo, fue un atleta brasileño, especializado en la prueba de triple salto en la que llegó a ser plusmarquista mundial y medallista de bronce olímpico en Montreal 1976 y Moscú 1980.

## Carrera deportiva
En 1975, a los 21 años, batió el récord del mundo de triple salto con una marca de 17,89 m. A partir de entonces fue conocido como João do Pulo (João del salto).
En 1976 consiguió la medalla de bronce en los Juegos Olímpicos de Montreal con una marca de 16,90 m, tras haber competido lesionado.
En los Juegos Olímpicos de Moscú 1980 ganó la medalla de bronce en el triple salto, con un salto de 17.22 metros, quedando en el podio tras los soviéticos Jaak Uudmäe (oro con 17.35 m) y Víktor Sanéiev (plata con 17.24 m). Esta competición levantó gran controversia, pues hubo acusaciones de que los jueces soviéticos habían señalado algunos saltos válidos de Oliveira y el australiano Ian Campbell como nulos con el fin de favorecer a los atletas soviéticos.
En 1981 Oliveira sufrió un accidente de automóvil, a consecuencia del cual hubo de amputársele la pierna derecha, lo que supuso el final de su carrera. Tras ello, sin embargo, continuó compitiendo como atleta paralímpico.
Murió el 29 de mayo de 1999 en el hospital de la Beneficencia Portuguesa, 
de bronconeumonía y hepatitis C, debido a la cirrosis hepática causada por el alcoholismo en el que cayó tras su accidente de 1981. Fue sepultado en el cementerio de su ciudad natal.
| Predecesor: Luiz Cláudio Menon Múnich 1972 | Abanderado de Brasil en los JJ. OO. de verano Montreal 1976 Moscú 1980 | Sucesor: Eduardo Ramos de Souza Los Ángeles 1984 |